# عين سمارة
عين سمارة هي بلدية تقع غرب ولاية قسنطينة يحدها من الشرق بلديتي قسنطينة وعلي منجلي ومن الغرب بلدية وادي العثمانية (ميلة) أما من الشمال فيحدها بلدية ابن زياد وجنوبًا بلدية الخروب وعلي منجلي وتتبع بلدية عين سمارة الى دائرة عين سمارة   ويوجد في عين سمارة حي من أكبر أحياء ولاية قسنطينة هو حي حريشة عمار وقد يصبح قريبًا بلدية، تتربع بلدية عين سمارة على مساحة قدرها 175 كم² ويقطن بها أكثر من 37000 نسمة.

## الموقع الجغرافي
تقع بلدية عين سمارة في الجنوب الغربي لولاية قسنطينة يحدها من الشمال الشرقي مقر الولاية، ومن الجنوب الشرقي بلدية علي منجلي والخروب، ومن الجنوب الغربي ولاية ميلة ومن الغرب بلدية وادي العثمانية (ميلة) أما من الشمال الغربي فتحدها بلدية ابن زياد.

## التاريخ
تأسست سنة 1854 وكانت تابعة لوادي العثمانية وكانت تعرف بجبال شطابة وخضعت خلال الحكم العثماني (1515 - 1830) لبايلك الترك التابع لقسنطينة وفي الحكم الفرنسي (1830 - 1962) كانت تابعة لمقاطعة قسنطينة أما بعد الاحتلال فبقيت كحي تابع لبلدية وادي العثمانية إلى غاية التقسيم الإداري لسنة 1984 والذي أصبحت فيه بلدية جديدة تابعة لدائرة الخروب ولاية قسنطينية

## الرياضة
مما لا شك فيه فإنه وكأي مكان في الجزائر تعتبر كرة القدم اللعبة الشعبية الأولى وهو كذلك في بلدية عين سمارة ونجد في عين سمارة 4 فرق هامة هي
- irbas الاتحاد الرياضي لبلدية عين سمارة
- mcas ملودية فرية عين اسمارة
- esbas نجم رياضي عين اسمارة
- mbas مولودية بلدية عين سمارة

ويوجد ملعبين بلديين كلاهما رمليين
أما في باقي الرياضات نجد قاعة رياضية واحدة (القاعة الرياضية بشيري مختار) يمارس فيها الجيدو والكاراتيه، كرة اليد وكرة الطائرة
و هو من رواد الرياضات الجماعية والفردية في ولاية قسنطينة خاصة في كرة اليد والكرة الطائرة ويحمل فريقها اسم سبورتنغ عين سمارة (sas)
كما توجد عدة قاعات رياضية مفتوحة لجميع الناس

## الدراسة
تحتوي بلدية عين سمارة على أكثر من 20 مدرسة ابتدائية و 5 متوسطات هي
- متوسطة عمار بورغود
- متوسطة علي بوكرزازة
- متوسطة بلكرفة عمار
- متوسطة حريشة عمار 1
- متوسطة حريشة عمار 2

و ثانويتين هما الثانوية الجديدة عين سمارة ومتقن مصطفى كاتب والثانوية الجديدة حريشة عمار ( شماشمة علي ).

## المساجد
يوجد في بلدية عين سمارة 5 مساجد هي
- مسجد عقبة بن نافع -
- مسجد عمار بن ياسر
- مسجد موسى بن نصير -
- مسجد السلام
- مسجد الفاروق

و يتم حاليا بناء مساجد هي
- مسجد النور : حي مومني رابح
- مسجد عبد الحميد بن باديس : حي 5 جويلية
- و مسجد آخر في حي عمار بلكرفة

## المرجع
1. ↑  Commune Ain Smara [وصلة مكسورة] نسخة محفوظة 15 ديسمبر 2019 على موقع واي باك مشين.
2. ↑  (بالإنجليزية) Données du recensement général de la population et de l'habitat de 2008, communes de la wilaya de Constantine, sur le site geohive.com.نسخة محفوظة 03 مارس 2016 على موقع واي باك مشين.
3. ↑  GeoNames (بالإنجليزية), 2005, QID:Q830106

## وصلات داخلية
- الخروب
- قسنطينة